# Фароалд I (Сполето)
Фароалд I (Faroald I, Faruald; † 591) е от 570 до 591 г. първият дук на основаното от него лангобардско Херцогство Сполето.

## Биография
Лангобардите нахлуват през 570 г., идвайки от Север, в Средна Италия и изтласкват ромеите обратно на техните окрепени места на брега. Фароалд завладява през 570 г. първо териториите на Нурсия, Сполето и Амитернум. Той сменя в Сполето католическите духовници чрез ариански епископи.
Фароалд има (най-малко) двама сина, от които единият, Теоделап (Theudelapius, Theodelap), по-късно също става dux на Сполето (602 – 652).
Фароалд умира през 591 г. и негов наследник става Ариулф.